# Тымонюк, Игорь Олегович
И́горь Олегович Тымоню́к (бел. Ігар Тыманюк; род. 31 марта 1994, Брест) — белорусский футболист, защитник клуба «Леон Сатурн».

## Карьера
С 2011 по 2013 годы играл в молодёжном составе брестского «Динамо». 4 августа 2013 года дебютировал в основном составе клуба в матче чемпионата с минским «Динамо» (2:3). Позднее продолжил играть за дубль, иногда привлекался в основную команду.
В первой половине сезона 2016 выходил в стартовом составе динамовцев на позиции центрального или левого защитника. Летом потерял место в основе, только в конце сезона, в связи с травмой Адриана Аврэмии, вновь стал появляться на позиции центрального защитника.
В феврале 2017 года в статусе свободного агента перешёл в узбекистанский клуб «Машал», с которым заключил однолетний контракт. В январе 2018 года прибыл на просмотр в мозырскую «Славию» и в феврале стал игроком клуба. В качестве игрока основы помог мозырянам одержать победу в Первой лиге.
В феврале 2019 года перешёл в брестский «Рух», где также играл в стартовом составе, вместе с командой заработал повышение в Высшую лигу. В январе 2020 года по окончании контракта покинул «Рух».
В феврале 2020 года перебрался в «Славию». В декабре 2022 года покинул клуб по истечении срока действия контракта.
В январе 2023 года футболист вернулся в брестское «Динамо». В январе 2024 года футболист покинул клуб.
В марте 2024 года футболист присоединился к бобруйской «Белшине».

### В сборной
10 августа 2016 года провёл свой единственный матч за молодёжную сборную, отыграв первый тайм товарищеского матча против Молдовы (1:1).